# Basilio I il Macedone
Basilio I detto il Macedone (in greco antico: Βασίλειος Α΄ ὁ Μακεδών?; in armeno Վասիլ Ա. Մակեդոնացի?; Adrianopoli, 811 circa – Costantinopoli, 29 agosto 886) fu basileus dei Romei dall'867 alla sua morte.

## Biografia

### Origini

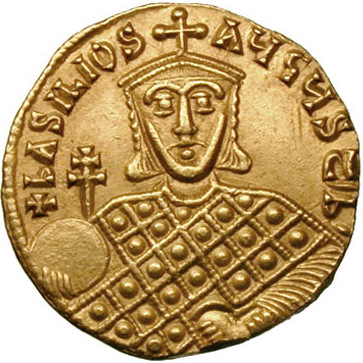
Solido con l’effigie dell'imperatore Basilio I il Macedone

Basilio nacque in una famiglia contadina alla fine dell'811 o, secondo altre fonti, nell'830 nei pressi di Cariopoli, nel thema della Macedonia; come la sua data di nascita anche le sue origini etniche e le informazioni famigliari sono dibattute dagli studiosi.
Della famiglia paterna è noto solo il nome del nonno, Maïktes; la madre si chiamava Pankalo ed il lei padre Leone; quanto alle origini etniche generalmente è accettata la teoria secondo la quale la famiglia paterna fosse di origini armene e che in seguito si fosse trasferita in Macedonia. Dopo l'ascesa al trono, fece stilare un elaborato albero genealogico ponendo quali capostipiti la famiglia reale d'Armenia, gli Arshakuni e Costantino il Grande ma tali pretese possono essere considerate come uno strumento per rafforzare la legittimità della dinastia.
Gli storici armeni Samuele di Ani e Stefano di Taron scrissero che la sua famiglia originava dal villaggio di Thil (nella provincia di Taron), al contrario gli scrittori persiani Hamza al-Isfahani o Ṭabarī definirono tanto Basilio quanto la madre di lui saqlabi, un termine che indicava gli abitanti slavi della Tracia; questo però non esclude la validità della teoria delle origini armene o slave o armeno-slave; quanto al nome della madre e del nonno materno, sono indubbie le origini greche. Va poi aggiunto un dettaglio, sebbene sia impossibile determinare con certezza le origini famigliari, è certo che, da imperatore, tenne in massima considerazione il supporto della popolazione armena.

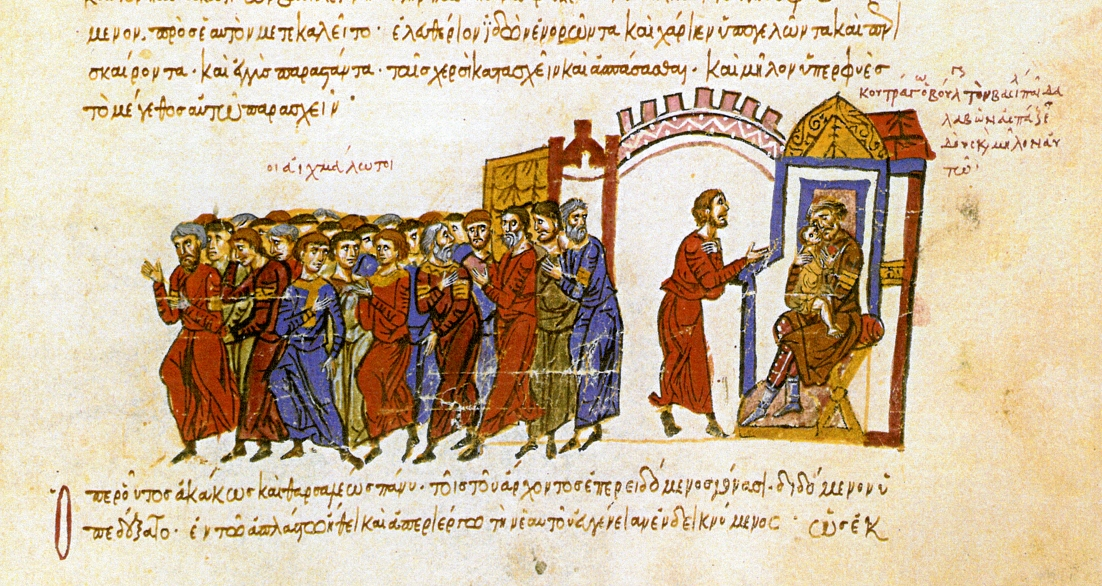
Il piccolo Basilio al corte di Omurtag di Bulgaria, tratto dal Manoscritto di Giovanni Scilitze

Dell'infanzia e della giovinezza nulla è noto salvo il fatto che la sua famiglia fu, almeno così si racconta, presa in cattività dal Khan Krum e costretta a trasferirsi nelle regioni interne dell'Impero Bulgaro; nell'836, insieme a molti altri, Basilio fuggì e si trasferì nella Tracia bizantina dove ebbe la fortuna di entrare al servizio di Teophililitzes, un parente del cesare Bardas, zio del Basileus Michele III: durante il suo servizio presso Teophilitzes visitò la città di Patrasso dove conobbe una ricca nobildonna, Danielis, la quale lo prese al suo servizio e gli garantì un ricco lascito; in tali vesti, si fece notare anche per la forza fisica e per la vittoria contro un importante campione bulgaro di lotta libera, a seguito della quale fu convocato a corte dall'imperatore Michele ed ottenne il titolo di guardia del corpo e di parakoimomenos (aiutante di camera dell'imperatore).

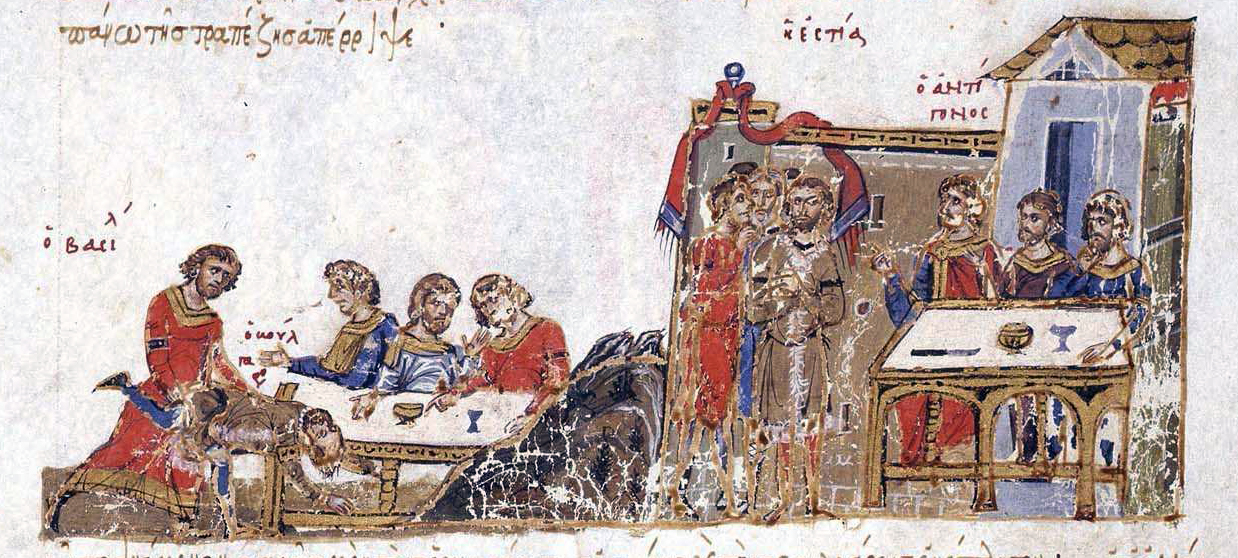
Basilio vittorioso in uno scontro di lotta con un campione bulgaro.

### Ascesa al trono

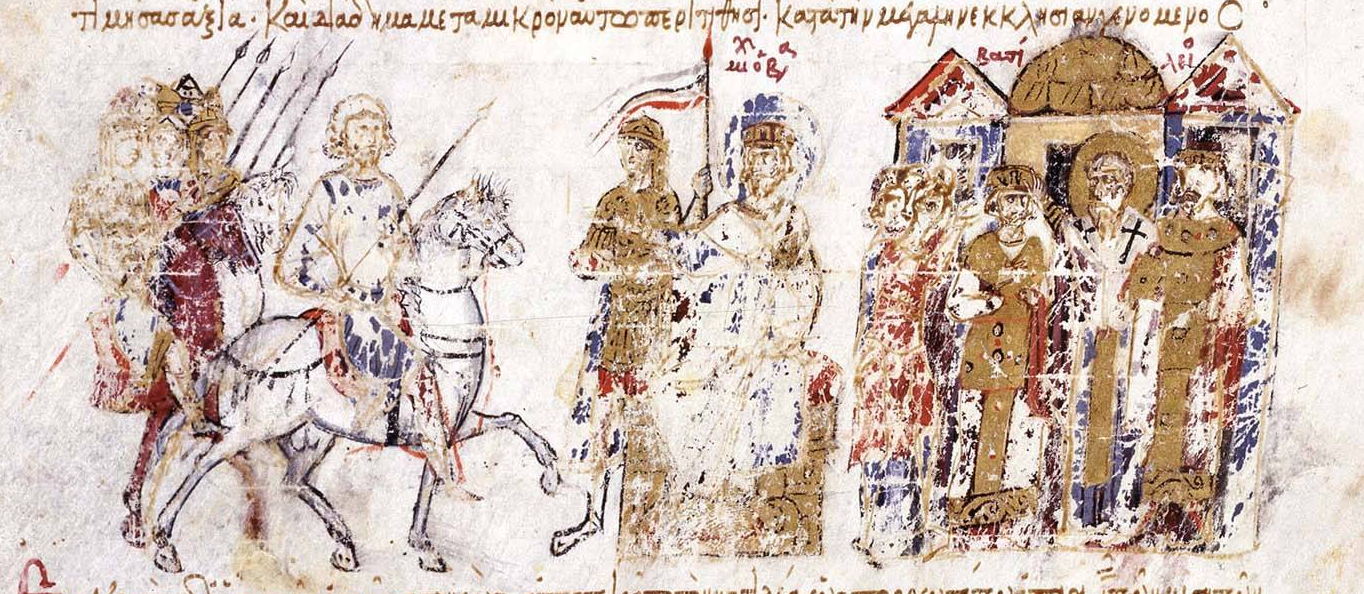
Incoronazione di Basilio I come co-imperatore.

Basilio, divenuto amico e confidente del Basileus, se ne assicurò ancor di più i favori quando, nell'865, sposò Eudocia Ingerina, amante favorita dell'imperatore, e prese come amante la sorella di lui, Tecla, richiamata appositamente dal suo esilio in monastero; durante una spedizione contro gli arabi, Basilio riuscì a convincere Michele che lo zio, Bardas, fosse divenuto troppo potente e che mirava a spodestarlo; conseguentemente, con l'approvazione di Michele, il 21 aprile 866, Basilio assassinò Bardas e ne prese il posto come Cesare prima di essere incoronato, il 26 maggio del medesimo anno, come co-imperatore. In questi mesi nacque anche il primo figlio di Basilio da Eudocia, Leone, la cui nascita fu celebrata con corse dei carri per quanto, o forse proprio per questo, molti sospettavano che Leone fosse in realtà figlio dello stesso Michele, data la relazione di lunga data tra l'imperatore ed Eudocia Ingerina, stesso sospetto che circonderà anche il secondo figlio della donna, Stefano. 

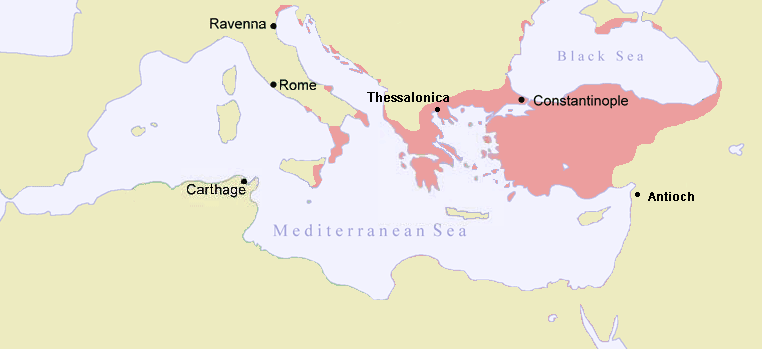
L'Impero bizantino all'ascesa al trono di Basilio I il Macedone.

L'anno seguente, Michele III cominciò a temere l'influenza di Basilio e pertanto iniziò a favorire un altro cortigiano, Basiliciano; Basilio, minacciato nella sua posizione e timoroso di fare la stessa fine che lui aveva orchestrato per Bardas, decise di prevenire l'imperatore: nella notte tra il 23 ed il 24 settembre 867, Basilio, approfittando del fatto che l'imperatore ed il suo nuovo favorito fossero incoscienti per gli alcolici bevuti, con il sostegno dei suoi famigliari e di altri cortigiani a lui vicini, sigillò le porte e fece assassinare Michele insieme al suo favorito per mano di Giovanni di Chaldia il quale tagliò le mani dell'imperatore e mise il pugnale sul suo petto. Essendo già stato incoronato co-imperatore, Basilio divenne automaticamente e senza opposizioni il solo Basileus Autokrator.

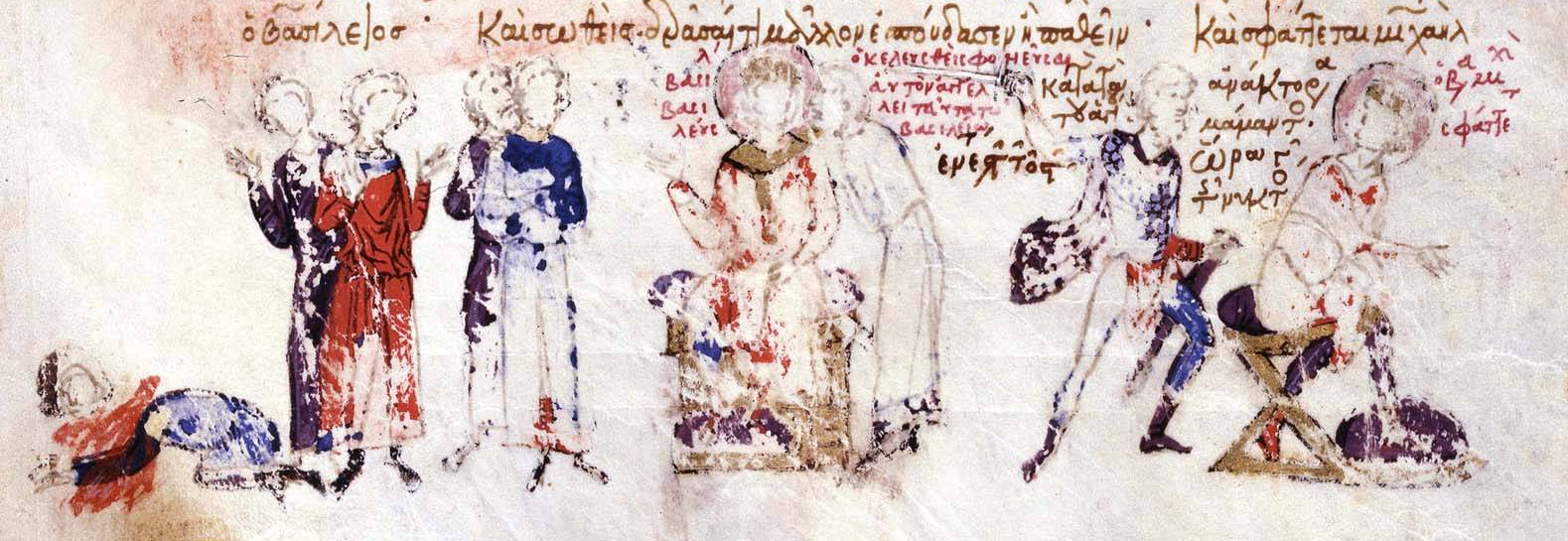
Assassinio di Michele III, eseguito da Basilio, che fu incoronato come il nuovo Basileus.

### Regno

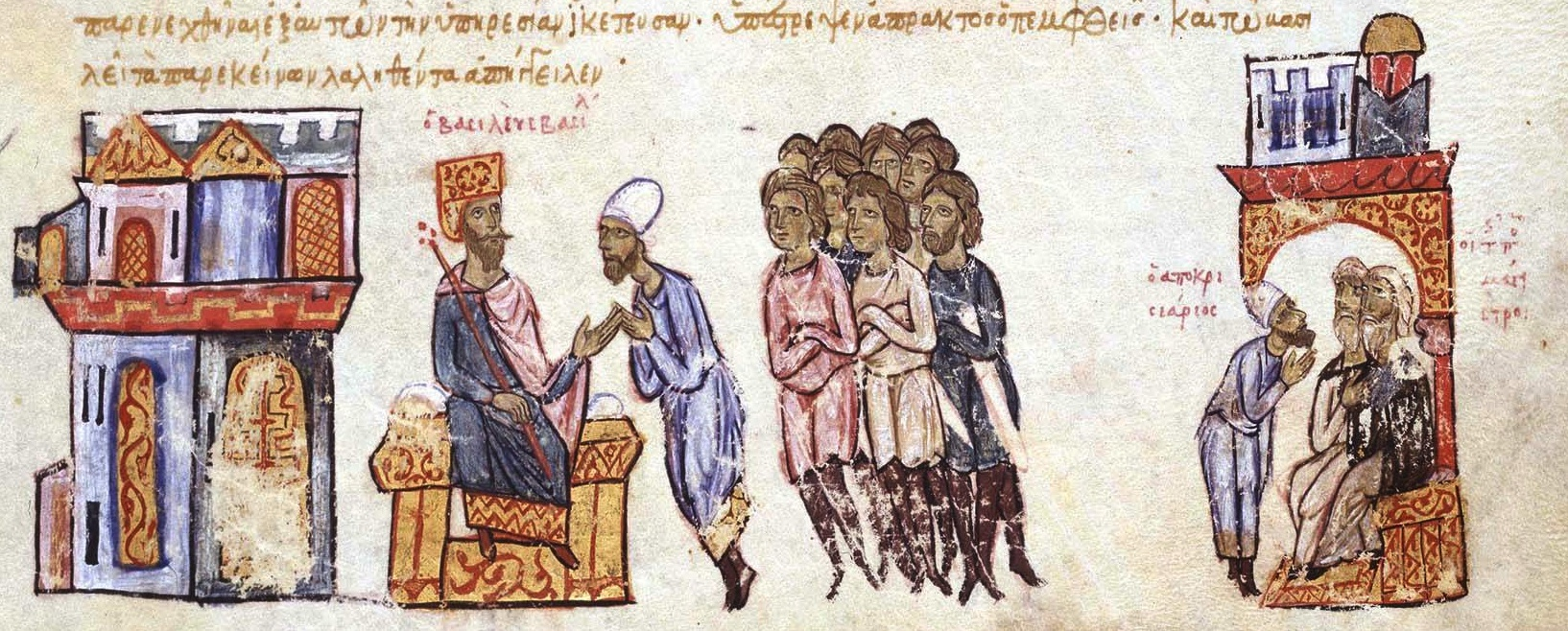
Basilio I manda un messagero ai magistroi.

Basilio I inaugurò una nuova era di prosperità associata con la dinastia Macedone che lui stesso fondò, e che vide una fase di espansione territoriale e di crescita economica e commerciale. Il regno quasi ventennale di Basilio I, sebbene iniziato con l'eliminazione del suo predecessore, fu assolutamente stabile per una serie di fattori: in primo luogo Michele III non lasciò rimpianti legittimistici, essendosi alienato la burocrazia con la sua amministrazione arbitraria e la popolazione a causa della sua empietà, in secondo luogo, Basilio, ancorché privo di educazione formale, fu in grado di creare e di mantenere un sistema amministrativo efficiente ed anche dal punto di vista personale si dimostrò vicino agli interessi della popolazione molto più di quanto non avesse mai fatto Michele, anche e non solo dal punto di vista religioso.

#### Politica Interna

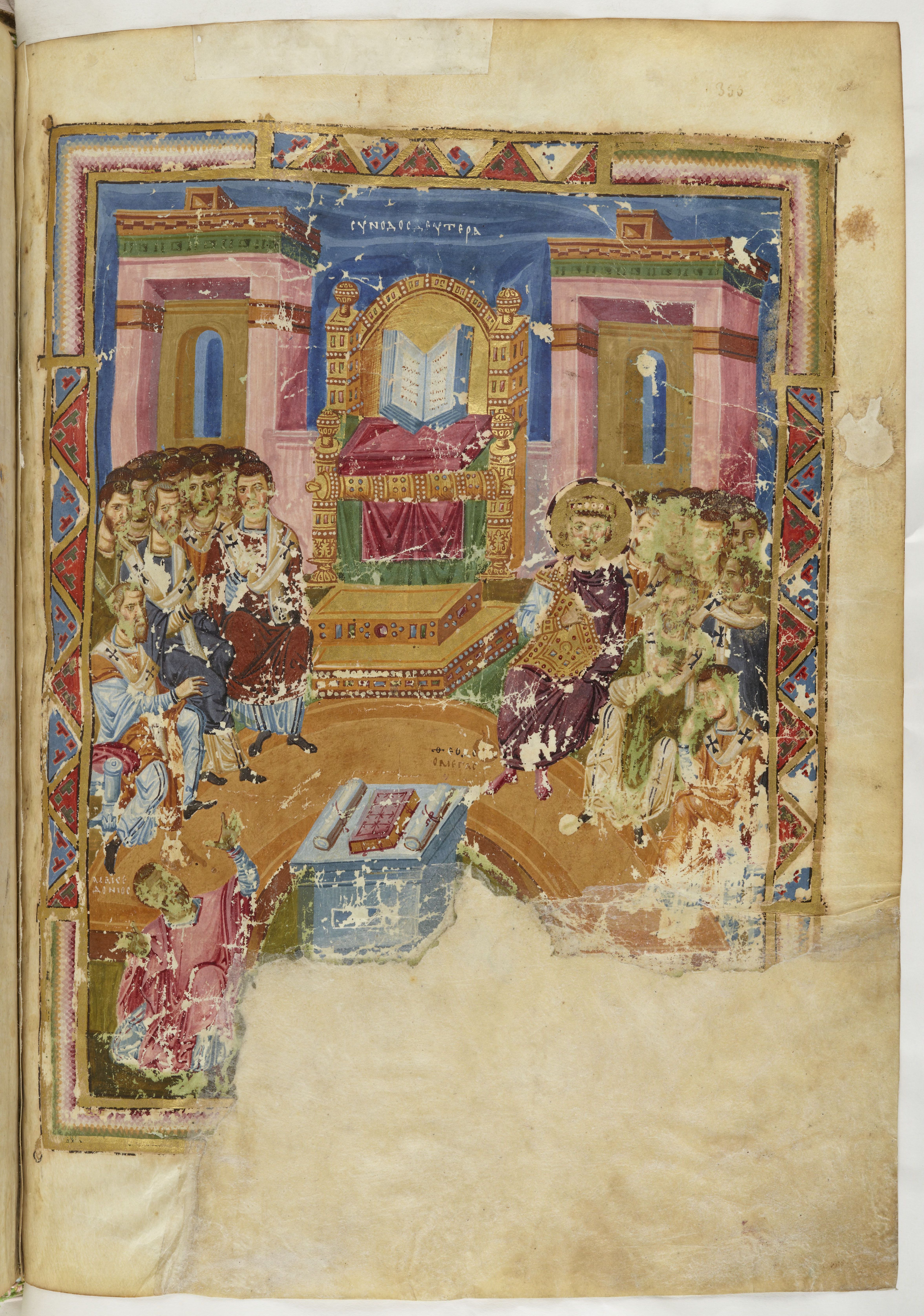
Miniatura dalle Omelie di San Gregorio di Nazianzo (manoscritto BnF Grec 510), opera commissionata dal patriarca Fozio I e realizzata tra l'879 e l'883 come dono per l'imperatore Basilio I.

Appena ottenne il trono, Basilio I consolidò la propria dinastia nominando il suo primogenito Costantino e poi il secondogenito Leone alla posizione di co-imperatori (rispettivamente nell'869 e nell'870).
La sua amministrazione finanziaria, al contrario di quella del suo predecessore, fu estremamente prudente, il programma di lavori pubblici permise di ridurre la disoccupazione e fu coronato dalla costruzione della Cattedrale Nea Ekklesia; tuttavia, fu l'opera di codificazione legale a garantirgli il soprannome di "secondo Giustiniano": infatti, durante il suo regno, fece redigere i Basilika, sessanta libri, con un compendio Eisagoge, concluso dal figlio e successore Leone, che racchiusero la dottrina giuridica e l'intero corpus di norme vigenti, ormai diventato di difficile consultazione a causa della stratificazione dei testi e del fatto che molti testi erano scritti in latino, lingua ormai non più parlata in oriente.
In materia ecclesiastica, Basilio I decise di mantenere relazioni amichevoli con Roma. Suo primo atto fu quello di esiliare il patriarca Fozio e di restaurare al soglio Ignazio I ottenendo in cambio dal Papa, Adriano II, non senza scaltre ed oblique manovre diplomatiche, l'estensione della giurisdizione religiosa di Costantinopoli anche sulla Bulgaria; in ogni caso tale politica ebbe dei limiti giacché, specialmente dopo il ritorno in carica di Fozio, l'imperatore fece ben poco per ridurre il divario che ormai si era creato tra Roma e Costantinopoli e che avrebbe in seguito condotto allo Scisma.

#### Politica estera
Sotto il profilo militare la sua opera fu coronata da successo: nell'872 sconfisse definitivamente nella Battaglia di Bathys Ryax gli eretici Pauliciani che negli anni precedenti si erano ribellati e si erano alleati con gli Arabi, ottenendo, tra i vari successi, anche la presa ed il saccheggio di Efeso e fu in grado di riconquistare, sia pure per soli sette anni, l'isola di Cipro.

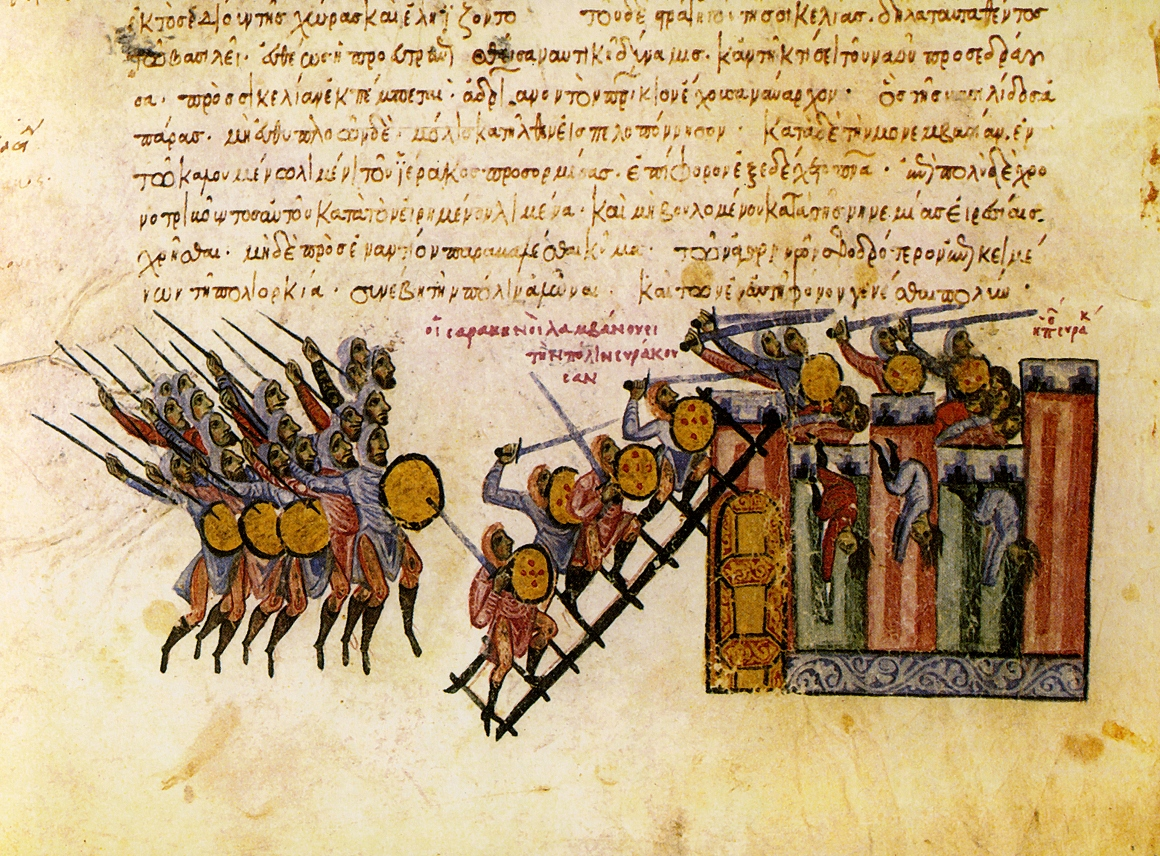
La caduta di Siracusa per mano degli Arabi nell'878, da un'illustrazione dello Scilitze di Madrid

Altrettanto rilevanti furono i suoi successi in occidente. Alleatosi, infatti, con l'imperatore Ludovico II il Giovane inviò una flotta di 139 vascelli che prima ripulì l'Adriatico dalla pirateria musulmana ed in seguito, nell'876, riuscì a conquistare l'emirato di Bari; negli anni seguenti inviò una spedizione militare nell'Italia meridionale che, sotto la guida di Niceforo Foca, si concluse nell'886 con la conquista della Calabria e della Puglia; in Sicilia, tuttavia, il dominio bizantino, già precario, si indebolì irreversibilmente quando gli arabi conquistarono la città di Siracusa

### Ultimi anni e successione

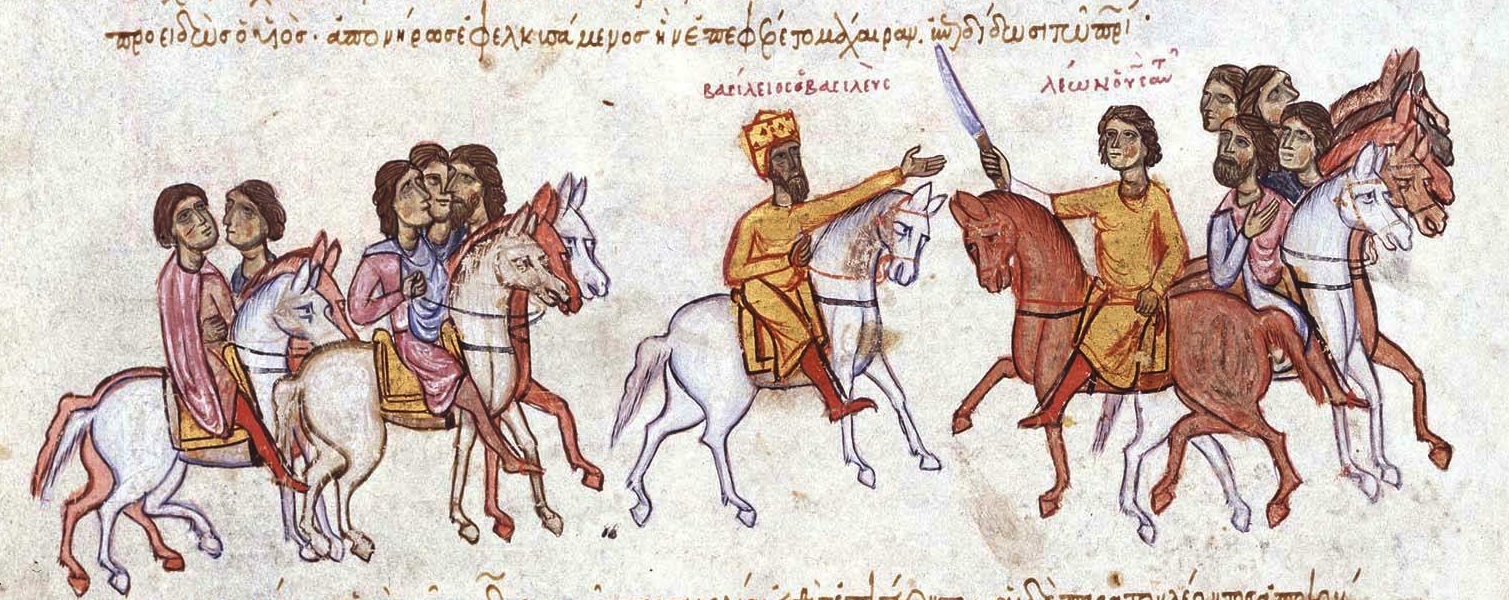
Basilio I e suo figlio Leone VI. Leone è scoperto mentre porta un coltello al cospetto del padre. La miniatura si riferisce all'accusa secondo cui Leone abbia congiurato contro la vita di Basilio I.

Nell'879 il figlio primogenito e preferito, Costantino, morì e Basilio, distrutto dal dolore, decise di crescere il suo figlio più giovane, Alessandro, al rango di co-imperatore.
Gli ultimi anni di vita di Basilio furono segnati dal contrasto con il suo erede, Leone, che temeva essere figlio di Michele III e di cui disapprovava la condotta. I rapporti tra padre e figlio degenerarono quando Leone fu accusato di congiurare contro il padre e fu imprigionato; Basilio, disgustato dal comportamento del figlio, decise di accecarlo e di rimuoverlo definitivamente dalla successione ma fu dissuaso dal patriarca Fozio che convinse l'imperatore a relegare il figlio agli arresti; solo dopo tre anni Leone fu rilasciato.
Basilio morì il 29 agosto 886 a seguito di una febbre contratta durante una battuta di caccia al cervo: in tale occasione, infatti, la sua cintura rimase impigliata all'animale e fu soccorso solo quando un attendente prese un coltello per tagliare i vestiti impigliati; l'imperatore, temendo un tentativo di omicidio, ordinò di condannare a morte l'uomo ma cadde in preda alla febbre e spirò poco dopo.

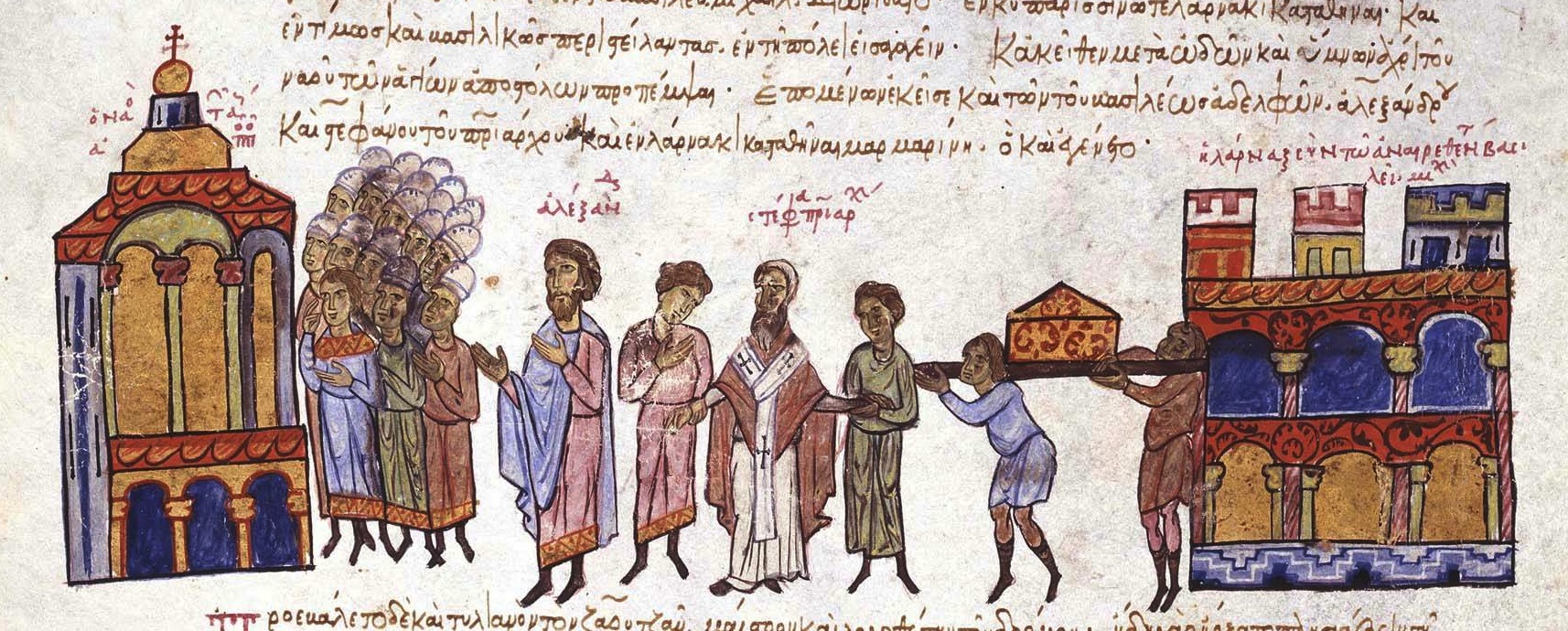
Le spoglie di Michele III vengono riesumate al mausoleo della Chiesa dei Santi Apostoli.

Alla sua morte, gli successe Leone il cui primo atto fu la riesumazione delle spoglie di Michele III e la loro traslazione al mausoleo della Chiesa dei Santi Apostoli a Costantinopoli, atto che confermò la diceria pubblica secondo la quale Leone stesso fosse e si considerasse figlio di Michele.

## Matrimoni e discendenza
Dalla sua prima consorte, Maria, Basilio I ebbe numerosi figli fra i quali:
- Bardas
- Anastasia, che sposò il generale Christoforo
- Symbatios, rinominato Costantino (c. 865 – 879). Co-imperatore a Basilio dal 6 gennaio 868 fino alla sua morte. Secondo Georg Aleksandrovič Ostrogorsky, Costantino fu promesso nell'869 ad Ermengarda di Provenza, figlia dell'imperatore Ludovico II e di Engelberga d'Alsazia. Il contratto fu rotto nell'871 quando I rapporti fra Basilio e Ludovico si guastarono;

Dalla seconda moglie Eudocia Ingerina, Basilio ebbe:
- Leone, che gli successe come imperatore ma che potrebbe in realtà essere stato figlio biologico di Michele III;
- Stefano I, patriarca di Costantinopoli dall'886 all'893, il quale potrebbe in realtà essere stato figlio di Michele III;
- Alessandro, che divenne imperatore nel 912;
- Anna, Elena e Maria Porfirogenita, suore nel convento di Sant'Eufemia a Petrion.

## Basilio I nella letteratura
Una vita di Basilio venne commissionata e forse scritta dal nipote, l'imperatore Costantino VII Porfirogenito.
Lo scrittore francese Paul Adam fece di Basilio I il protagonista di un romanzo storico riguardante la storia di Bisanzio dal titolo Basile et Sophia, pubblicato nel 1901 e nel quale tutto il destino di Basilio è operato da una profezia.